# 青森市立浅虫小学校
青森市立浅虫小学校（あおもりしりつ あさむししょうがっこう）は青森県青森市浅虫字山下にあった公立小学校。

## 沿革
- 1878年（明治11年）11月5日 - 浅虫小学として創立する[1]。
- 1882年（明治15年）5月 - 浅虫川右岸に校舎新築。
- 1886年（明治19年）7月 - 浅虫簡易小学校と改称。
- 1892年（明治25年）4月 - 浅虫尋常小学校と改称。
- 1895年（明治28年）5月10日 - 浅虫字山下134番地に校舎新築。
- 1901年（明治34年）1月12日 - 校舎増築。
- 1905年（明治38年）11月 - 高等科を設置し、浅虫尋常高等小学校と改称。
- 1910年（明治43年）10月 - 校舎増築。
- 1918年（大正7年）4月1日 - 校舎改築。
- 1920年（大正9年）7月23日 - 浅虫農業商業補習学校併設。
- 1925年（大正14年）6月24日 - 現在地に校舎移転し、校舎新築落成記念式典挙行。
- 1926年（大正15年）5月13日 - 校舎焼失。
- 1927年（昭和2年）
  - 1月19日 - 校舎新築竣工。
  - 4月17日 - 校旗樹立。
- 1941年（昭和16年）4月1日 - 国民学校令により、浅虫国民学校と改称。
- 1947年（昭和22年）4月1日 - 学校教育法により、野内村立浅虫小学校と改称。同日、浅虫中学校を併置し、高等科生を中学校に移籍。
- 1951年（昭和26年）12月1日 - 浅虫中学校が久栗坂中学校と統合し、新たに発足した浅虫中学校新校舎に移転。
- 1953年（昭和28年）
  - 2月15日 - 学校図書館設置。
  - 11月3日 - 創立75周年文化祭開催（5日まで）。
- 1962年（昭和37年）10月1日 - 野内村の青森市への編入合併により、青森市立浅虫小学校と改称。
- 1968年（昭和43年）
  - 3月2日 - 校舎第一期工事竣工。
  - 12月11日 - 校舎第二期工事竣工。
- 1970年（昭和45年）11月5日 - 校舎・体育館新築落成記念式典挙行。
- 1972年（昭和47年）10月9日 - 岩石庭園（青葉園）造成。
- 1974年（昭和49年）8月12日 - 水泳プール竣工。
- 1978年（昭和53年）10月1日 - 創立100周年記念式典挙行。記念図書館設置。
- 1993年（平成5年）10月27日 - ねぶた資料室設置。
- 2013年（平成25年）3月31日 - 東陽小学校へ統合され、閉校。

## 部活動
- 野球部
- 女子ミニバスケットボール部[1]

## 学区
浅虫。

## 参考資料
- 『新青森市史 別編教育（別巻） 年表・学校沿革』（青森市・2000年3月発行）「学校沿革 （一）小学校」206頁「浅虫小学校 変遷」